# Jessica Sutta
Jessica Lynn Sutta (ur. 15 maja 1982 w Miami na Florydzie) – amerykańska aktorka, tancerka i piosenkarka, członkini grupy The Pussycat Dolls w latach 2002–2010.
W wieku 3 lat rozpoczęła lekcje tańca, a jako czternastolatka rozpoczęła naukę w szkole artystycznej New World School of Arts. Z powodu urazu obu kolan na pewien czas porzuciła taniec na rzecz teatru. Wtedy jej marzenie o zostaniu primabaleriną prysło jak bańka mydlana. W 1999 wstąpiła do grupy tanecznej "Miami Heat", której 2 lata później została liderką. Grała w szwedzkiej operze mydlanej "Ocean Ave", której akcja rozgrywała się na Florydzie. W 2002 przeprowadziła się do Los Angeles i wystąpiła w kilku teledyskach, m.in. Willa Smitha, Craiga Davida i Glorii Estefan, Ann Johnsson. W tym samym roku wstąpiła do zespołu The Pussycat Dolls. W 2007 roku gościnnie wystąpiła i zaśpiewała w teledysku Paula van Dyka White Lies.
Jej matka jest Irlandką, a ojciec polsko-rosyjskim Żydem.

## Piosenki
- 2007: White Lies (Paul van Dyk feat. Jessica Sutta)
- 2007: Bom Chicka Wah Wah
- 2008: Make It Last
- 2008: If I Was a Man
- 2010: Rodeo
- 2010: I Got This Down
- 2010: Look But Don't Touch (Eva Simons feat. Jessica Sutta)
- 2010: Where Ever You Are (Cedric Gervais" feat. Jessica Sutta)
- 2010: Wanna Be Bad
- 2011: Show me

## Filmografia
- 2001: Bully jako blondynka
- 2002: Ocean Ave jako Jody Starr
- 2003: Justin i Kelly jako dziewczyna z bransoletką
- 2009: The Truth About Angels
- 2010: The Search For Shangela's Best Dance Crew